# Municipio Bolívar (Monagas)
Bolívar es un municipio del estado Monagas, en Venezuela. Su capital es la población de Caripito. Límites: norte y este: Estado Sucre. Sur:  Municipio Punceres. oeste: Estado Sucre,  Municipio Caripe y Municipio Punceres.

## Historia
Por decreto del 16 de enero de 1896, la legislatura del Estado Monagas creó el municipio Colón del distrito Piar en la sección Maturín, compuesto por los caseríos Caripito, río Abajo, Sabaneta, El Amparo y Sabana de Teresen, que formaba parte del municipio Punceres del distrito Piar. En 1940 la Asamblea Legislativa de Monagas consideró la conveniencia de crear el distrito Bolívar e integró a su territorio el municipio Punceres, designando como capital a Caripito, según decreto del 19 de enero de 1940, firmado por el gobernador José María Isava el 30 de enero del mismo año.
El 27 de julio de 2025, es elegido a Junior Ortíz como alcalde del municipio.

## Geografía

### Clima
El clima es tropical como en toda la zona climática terrestre homónima, la temperatura debe oscilar entre los 26° y los 35 °C.

### Hidrografía
Toda la superficie del área vierte sus aguas al Golfo de Paria a través del río San Juan, ya sea directamente o mediante una red de tributarios que lo alimentan. Entre los afluentes más destacados se encuentran el río Caripe y el río San Miguel, cuyas aguas confluyen en el sistema principal. La red hidrográfica está organizada en función de las características geológicas y fisiográficas del territorio, lo que determina la orientación y comportamiento de los cursos fluviales.
Los tributarios directos del río San Juan presentan una orientación general noroeste-sureste mientras atraviesan el paisaje montañoso. Sin embargo, al entrar en contacto con las mesas de piedemonte y las planicies aluviales, modifican su curso hacia el este, con excepción del propio río San Miguel y de ciertos tramos del río San Juan, que mantienen su dirección noroeste-sureste. Estos últimos constituyen el límite norte del área Bolívar. En su tramo final, el río San Juan, al igual que el río Caripe, experimenta un fenómeno de represamiento natural o freno hidráulico, producto de la influencia de la marea dinámica, que actúa dos veces al día.
Este sector comprende dos unidades geomorfológicas principales: la planicie aluvial de desborde y la planicie deltaica. La primera se sitúa en el extremo oriental de los llanos bajos, a la derecha de una línea imaginaria con dirección norte-sur que parte desde Caripito, atraviesa La Pica, continúa por el caserío El Blanquero y culmina en las salidas del río Morichal Largo, en la mesa de Temblador. Los materiales que conforman esta región corresponden a formaciones cuaternarias recientes, donde las antiguas mesas y terrazas de valle han sido cubiertas por sedimentos arrastrados por los ríos, lo que evidencia el origen fluviomarítimo de esta unidad geográfica.
La cuenca del río San Juan, ubicada al noreste, es la principal tributaria del Golfo de Paria. Esta cuenca capta las aguas de los ríos Guarapiche y Caripe, afluentes de gran importancia que atraviesan amplios valles y abastecen de agua a las principales poblaciones del norte del estado Monagas, como Caicara, Jusepín, Maturín, Caripe y Caripito. Desde el río San Juan, las aguas son transportadas hacia las playas del estado Monagas, completando así un ciclo hidrológico vital para la región.

### Límites
Según la Gaceta Oficial del Estado Monagas, Reforma Parcial de la Ley de División Político Territorial del Estado Monagas, de fecha 29 de julio de 1998, los límites del Municipio Bolívar son los siguientes: Por el Norte y Este, linda con el Estado Sucre por el río San Miguel desde su cabecera hasta su desembocadura en el río San Juan, y por éste aguas abajo hasta su confluencia con el río Azagua; por el Sur, linda con el Municipio Punceres por el río Azagua, desde su desembocadura agua arriba hasta su cabecera; por el Oeste, linda con Municipio Caripe por una línea entre las cabecera de los ríos Azagua y San Miguel, punto inicial.

## Población y ordenamiento

### Demografía
Según el Instituto Nacional de Estadísticas de Venezuela, en el censo nacional de población realizado en 2011, el municipio Bolívar del Estado Monagas, presenta una población de 38 648 personas. Tiene una extensión geográfica de 280 km², distribuida principalmente en los centros poblados: Caripito, San Miguel, La Plena, Río Bonito, km.8, km.9 y km.5 (Los Kilómetros, y Los Morros). Este municipio no posee división parroquial. 
También posee caseríos como El Danto, ubicado cerca de una refinería de petróleo.
En la localidad de Mosú se pueden ubicar indígenas de la etnia Chaimas.

## Economía
En los últimos años se ha incrementado el cultivo de cacao.

### Turismo
Por medio del Río San Juan, el municipio ofrece acceso a las playas del Estado Monagas. Cuenta con la Cascada El Nazareno.
De igual forma, el municipio cuenta con balnearios para el esparcimiento y disfrute con los ríos, estos son los balnearios Poza de Azufre, La Bomba y La Chorrera.
Igual pueden visitar la Escuela de Chocolatería y Negocios Ägueda de Méndez, ubicada en La Casa Morada, sede de Fundación Nuestra Tierra.

## Política y gobierno

### Alcaldes
| Período     | Alcalde              | Partido político / Alianza | % de votos | Notas |
| ----------- | -------------------- | -------------------------- | ---------- | --- |
| 1989 - 1992 | Sofía Rubio          | AD                         | 51,79      | Primer alcalde bajo elecciones directas |
| 1992 - 1995 | Numa Rojas Velásquez | LS                         | 44,64      | Segundo alcalde bajo elecciones directas (Destituido de su Cargo)                                                                                     |
| 1995        | Luis Felipe López    | MAS+AD                     | -          | (alcalde encargado tras la destitución del alcalde Numa Rojas Velásquez)                                                                              |
| 1995 - 2000 | Ramón Brito Carrera  | AD                         | -          | Tercer alcalde bajo elecciones directas (se realizaron elecciones generales adelantadas en el 2000 debido a la aprobación de la Constitución de 1999) |
| 2000 - 2004 | Edwin Freites        | MVR                        | 40,09      | Cuarto alcalde bajo elecciones directas |
| 2004 - 2008 | Carlos Betancourt    | MVR                        | 40,97      | Quinto alcalde bajo elecciones directas |
| 2008 - 2013 | Carlos Betancourt    | PSUV                       | 80,73      | Reelecto (se postergan 1 año las elecciones municipales pautadas para finales del 2012)                                                               |
| 2013 - 2017 | Carlos Betancourt    | PSUV                       | 52,29      | Reelecto |
| 2017 - 2021 | Nelson López         | PSUV                       | 74,29      | Sexto alcalde bajo elecciones directas |
| 2021 - 2025 | Ambrosio García      | MUD                        | 49,25      | Séptimo alcalde bajo elecciones directas |
| 2025 - 2029 | Junior Ortíz         | PSUV                       | Electo     | |

### Concejo municipal
Período 1989 - 1992
| Concejales:          | Partido político / Alianza |
| -------------------- | -------------------------- |
| Hernan Hernández     | AD                         |
| Ramón Brito Carrera  | AD                         |
| Omir José Alcalá     | AD                         |
| Carmen de González   | AD                         |
| Numa Rojas Velásquez | LS                         |
| Juan Farias Urbáez   | MAS                        |
| María de Pérez       | COPEI                      |

Período 1992 - 1995
| Concejales:         | Partido político / Alianza |
| ------------------- | -------------------------- |
| Julio Hidalgo       | AD                         |
| Aristides Noriega   | AD                         |
| Luis Rojas          | AD                         |
| Omir José Alcalá    | AD                         |
| Francisco Velásquez | LS                         |
| Argenis Cedeño      | LS                         |
| Luis Felipe López   | MAS                        |

Período 1995 - 2000
| Concejales:             | Partido político / Alianza |
| ----------------------- | -------------------------- |
| Rafael Malave Mata      | AD                         |
| Pablo Mujica Duarte     | AD                         |
| Jesus Hidalgo Lopez     | AD                         |
| Omir José Alcala        | AD                         |
| Arístides Noriega       | LCR                        |
| José Tomas Alfonzo      | LCR                        |
| Cirilo Antonio González | LCR                        |

Período 2000 - 2005
| Concejales          | Partido político / Alianza |
| ------------------- | -------------------------- |
| Gregoria Rosal      | MVR                        |
| Felix Hernandez     | MVR                        |
| Aura Elena González | MVR                        |
| Omar Rivera         | MVR                        |
| Aléxis Rojas        | AD                         |
| Omir José Alcala    | AD                         |
| Luis Gil            | PPT                        |

Período 2005 - 2013
| Concejales          | Partido político / Alianza |
| ------------------- | -------------------------- |
| Luisa Marcano       | MVR                        |
| Cesar Lattan        | MVR                        |
| Aura Elena González | MVR                        |
| Carlos Rojas        | MVR                        |
| Jesús Figueroa      | MVR                        |
| Adrian Rodriguez    | MVR                        |
| Quirino Mendoza     | PPT                        |

Período 2013 - 2018:
| Concejales          | Partido político / Alianza |
| ------------------- | -------------------------- |
| José Osuna          | PSUV                       |
| Emigdia Caldera     | PSUV                       |
| Aura Elena González | PSUV                       |
| Carlos Rojas        | PSUV                       |
| Jesús Figueroa      | PSUV                       |
| Deny José Salgado   | PLXRAS                     |
| Santos García       | (Representación Indígena)  |

Período 2018 - 2021
| Concejales           | Partido político / Alianza |
| -------------------- | -------------------------- |
| Lilibeth Farias      | PSUV                       |
| Emigdia Caldera      | PSUV                       |
| José Gregorio Rauseo | PSUV                       |
| José Luis Lambert    | PSUV                       |
| Miligsa Rojas        | PSUV                       |
| José Sarabia         | PSUV                       |
| Raul Barreto         | (Representación Indígena)  |

Período 2021 - 2025
| Concejales        | Partido político / Alianza |
| ----------------- | -------------------------- |
| Indira Ochoa      | PSUV                       |
| Francisco Lachea  | PSUV                       |
| Luis Gonzalez     | PSUV                       |
| Maria Carreño     | PSUV                       |
| Aquimarys Cordoba | MUD                        |
| Luis Caraballo    | MUD                        |
| Victor Ramírez    | (Representación Indígena)  |